# Aéroport de Stony Rapids
L'aéroport de Stony Rapids est un aéroport situé en Saskatchewan, au Canada.

## Compagnies et destinations
| Compagnies | Destinations                                                     |
| ---------- | ---------------------------------------------------------------- |
| Rise Air   | Fond-du-Lac, Prince Albert Glass Field), Saskatoon, Uranium City |

Édité le 16/05/2025